# Gora Ploshchadka
Gora Ploshchadka är ett berg i Antarktis. Det ligger i Östantarktis. Australien gör anspråk på området. Toppen på Gora Ploshchadka är 501 meter över havet.
Terrängen runt Gora Ploshchadka är platt åt nordväst, men åt sydost är den kuperad. Trakten är obefolkad. Det finns inga samhällen i närheten.